# Elton John: Me, Myself & I
Elton John: Me, Myself & I è un documentario del 2007, ma filmato dieci anni prima, dopo la morte di Lady Diana e altre esperienze che potessero aver segnato in qualche maniera la vita di Sir Elton John.
Diretto da James Strong e prodotto da Andy Scott, vede la rockstar come assoluta protagonista: parla della celebrità, della dipendenza dalle droghe (sofferta da John fino al 1990), della sua sessualità; nei vari filmati sono presenti anche dei brani composti da Elton. In tutto dura 90 minuti.
Elton John: Me, Myself & I, edito da Simon George, Mike Jones e Chris Muckle, è stato distribuito nel Regno Unito dalla ITV plc.